# Ignacy Schwarzbart

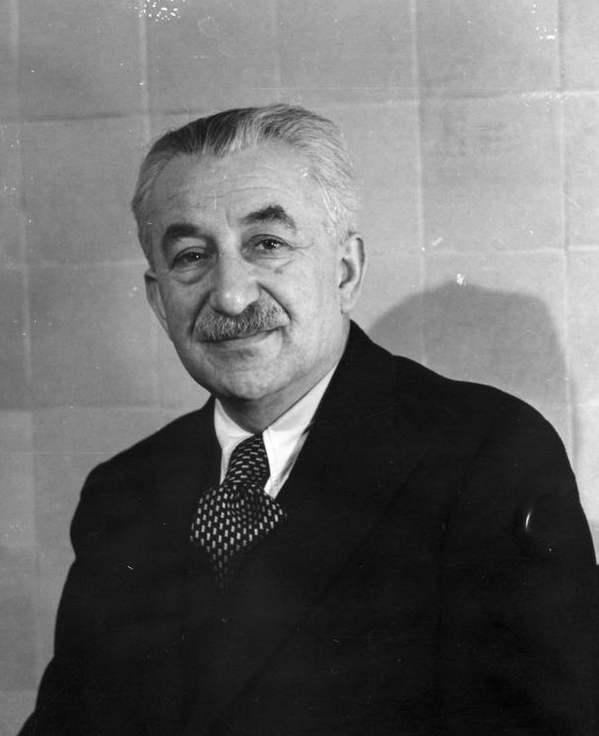
Ignacy Schwarzbart
(Aufnahme ca. 1940–1945)

Ignacy Schwarzbart (geboren 13. November 1888 in Chrzanów, Österreich-Ungarn; gestorben 26. April 1961 in New York City) war ein polnischer Politiker und jüdischer Verbandsfunktionär.

## Leben
Ignacy Schwarzbart studierte Jura an der Universität Krakau und wurde 1911 Vorsitzender der Krakauer zionistischen Burschenschaft Haschachar. Im Ersten Weltkrieg wurde er als Feldrichter der k.u.k.-Armee eingezogen.
1921 bis 1925 war er Chefredakteur der Krakauer Tageszeitung Nowy Dziennik, er publizierte auch in Jiddisch. Schwarzbart gehörte 1931 zu den Gründern der Zionistischen Weltvereinigung.  1938 wurde er als  Sejm-Abgeordneter gewählt. Bei Ausbruch des Zweiten Weltkriegs 1939 floh er nach Rumänien, von dort nach Frankreich und 1940 nach London und war dort bis 1945 Mitglied des polnischen Exilparlaments. Er zog 1946 nach New York und leitete ab 1946 die Organisationsabteilung des World Jewish Congress (WJC).

## Schriften (Auswahl)
- The story of the Warsaw ghetto uprising : its meaning and message. New York, N.Y. : World Jewish Congress, 1953
- 25 Years in the service of the Jewish people : A chronicle of activities of the World Jewish Congress August 1932-February 1957. New York : World Jewish Congress, 1957